# 歐陽廣
歐陽廣，五代十国南唐将领，吉州吉水人。
保大年间遊历湖湘，邊鎬攻下湖南，將取桂州，歐陽廣料其必敗，向皇帝唐元宗上書，任为節度使邊鎬非將材，大失人心，其仁不足惠下。朗州近在肘腋，不加防备，而圖桂林，其智不足謀遠。與監軍使昌延恭不和，其義不足和衆。幕府空無才賢，其禮不足得士。軍中號令，朝令夕改，其信不足使人。請擇帥相救，以全国土。朝廷没有反应。失湖南后，元宗想要欧阳廣之言，命授之以官。執政請召試，歐陽廣说不是人主尊賢待士之意，不肯就試。于是授吉水縣令，推辞不受，其后去世。